# Кюбеме
Кюбеме (якут. Күбүмэ) — село в Оймяконском улусе Республики Саха (Якутия) России. Входит в состав Ючюгейского наслега.

## География
Село находится в восточной части Якутии, в правобережной части долины реки Кюбюме (бассейн реки Кюенте), на расстоянии примерно 180 километров (по прямой) к юго-западу от посёлка городского типа Усть-Нера, административного центра улуса. К северу от Кюбеме проходит федеральная автомобильная дорога Р-504 «Колыма».
У посёлка Кюбеме есть отворот на старую дорогу: Кюбеме — Томтор — Куранах-Сала — Кадыкчан («Южная», «Оймяконская» дорога); является историческим Колымским трактом, построенным значительно раньше действующей дороги, в настоящее время является тупиковой (до Томтора и Оймякона); после аварийного моста через Индигирку частично размытая и заросшая доходит до заброшенного Куранах-Сала.
Новая дорога через Усть-Неру официально открыта для круглогодичного движения на всём её протяжении 25 октября 2008 года.
Климат
Климат характеризуется как резко континентальный, с продолжительной и чрезвычайно холодной зимой. Средняя температура воздуха самого тёплого месяца (июля) составляет 8 — 19 °C; самого холодного (января) — −41 — −51 °C. Среднегодовое количество атмосферных осадков составляет 150—200 мм.
Часовой пояс
Село Кюбеме находится в часовой зоне МСК+7. Смещение применяемого времени относительно UTC составляет +10:00.

## История
В середине 20 века в селе Кюбеме был лагерный пункт с больницей в которой работал Варлаам Шаламов.. В 2017 году через село прошла линия волоконно-оптической связи «Колымский экспресс».

## Население
| 2002 | 2010 | 2021 |
| ---- | ---- | ---- |
| 46   | ↘0   | →0   |